# بحران جانشینی فتحعلی‌شاه
بحران جانشینی فتحعلی‌شاه دربرگیرنده مجموعه شورش‌هایی است که پس از درگذشت فتحعلی‌شاه قاجار در جای‌جای ایران توسط شاهزادگانی که مدعی جانشینی فتحعلی‌شاه بودند، شکل گرفت و در پایان به تدبیر قائم‌مقام فراهانی و با اقدامات نظامی محمدشاه سرکوب شد. مدعیان اصلی تاج و تخت علی میرزا ظل‌السلطان و حسنعلی میرزا فرمانفرما عموهای بزرگ محمدشاه بودند. منوچهرخان معتمدالدوله و فیروز میرزا، برادر محمدشاه، فرماندهی لشکریان را برعهده داشتند و فعالیت آنان در کنار سیاست‌ورزی قائم‌مقام فراهانی نقشی تعیین کننده در تثبیت حکومت محمدشاه داشت.

## در دوره سلطنت فتحعلی‌شاه
در آغاز سلطنت فتحعلی‌شاه، عباس میرزا پسر چهارم شاه به عنوان ولیعهد انتخاب شد. برپایه قانونی که آقامحمدخان، نخستین شاه قاجار، بنیان گذاشته بود، همواره پسری که از مادری با تبار قاجار زاده می‌شد می‌بایست به ولیعهدی انتخاب گردد. از این رو پسران اول و سوم فتحعلی‌شاه یعنی محمدعلی میرزا دولتشاه و محمدولی میرزا که هریک چندماه با دیگری اختلاف سن داشتند، از رسیدن به ولیعهدی محروم شدند. با آنکه دومین پسر شاه، محمدقلی میرزا ملک‌آرا، نیز از جانب مادری قاجار بود و مادرش همچون آقامحمدخان و فتحعلی‌شاه به طایفه قوانلو تعلق داشت، اما آقامحمدخان به فتحعلی‌شاه توصیه نمود که عباس میرزا را که مادرش از طایفه قاجار دولو است به ولیعهدی انتخاب کند، تا به این ترتیب به دشمنی میان دو طایفه قوانلو و دولو پایان دهد. با این حال محمدعلی میرزا هیچگاه در باطن به ولیعهدی عباس میرزا تن در نداد و خود را جانشین برحق و شایسته‌ترین پسر فتحعلی‌شاه می‌دانست. او در طول نیمه اول سلطنت فتحعلی‌شاه تنها رقیب عباس میرزا برای جانشینی شمرده می‌شد. این رقابت زمانی جدی تر شد که عباس میرزا در اولین دوره جنگ‌های ایران و روسیه (۱۲۱۸–۱۲۲۸ قمری) شکست خورد، در حالی که محمدعلی میرزا در جنگ ایران و عثمانی (۱۲۳۶–۱۲۳۷ قمری) نیروهای عثمانی را عقب راند و سلیمانیه را متصرف شد و از راه سامرا به طرف بغداد حمله برد. در نگاه بسیاری پیروزی محمدعلی میرزا می‌توانست محبوبیت او را در نزد فتحعلی‌شاه افزایش دهد و موقعیت عباس میرزا را به عنوان ولیعهد به سختی متزلزل سازد. اما محمدعلی میرزا در همان زمان بیمار شد و در ۲۶ صفر ۱۲۳۷ قمری در طاق کسری درگذشت.
رقیبان دیگر عباس میرزا پسران پنجم و ششم فتحعلی‌شاه، حسینعلی میرزا فرمانفرما (حاکم فارس) و حسنعلی میرزا شجاع‎السلطنه (حاکم خراسان) بودند. مادر آنان بدر جهان خانم نخستین همسر عقدی فتحعلی‌شاه به شمار می‌آمد. بدرجهان خانم از خانواده «عرب عامری» بود که در اواخر دوره زندیه در بسطام حکومتی مستقل تشکیل داده بودند. داعیه این دو شاهزاده پس از درگذشت محمدعلی میرزا آشکار شد. در دوره دوم جنگ‌های ایران و روسیه پس از آنکه سپاه روس شهر تبریز را گرفت، عباس میرزا دست از مقاومت کشید و به پیشنهاد او گفتگوهایی برای امضای قرارداد صلح با ژنرال پاسکویچ آغاز شد. با شنیدن خبر فتح تبریز، شجاع‌السلطنه با پرچم سیاه آستان قدس رضوی، به فرماندهی سپاه خراسان به تهران آمد؛ با این هدف که به همراه دیگر شاهزادگان به آذربایجان رود و قوای روس را بیرون راند. عباس میرزا که موقعیت خود را در خطر می‌دید، سعی کرد تا بندی نیز در زمینه حمایت روسیه از ولیعهدی خویش در قرارداد صلح بگنجاند. از این رو مخالفان عباس میرزا در تهران به این سوء ظن دامن زدند که سازش او با روس‌ها و پایان دادن به جنگ، به منظور جلب حمایت آنان از ولیعهدی خود بوده است. در همان زمان شایع شد که فتحعلی‌شاه به دلیل خیانت عباس میرزا، او را از ولیعهدی خلع کرده و شجاع‌السلطنه را به جای او نشانده است. این خبر به آذربایجان نیز رسید و پاسکویچ دست از مذاکره کشید. در نهایت نظر شاه و درباریان قاجار بر آن قرار گرفت که عباس میرزا مذاکرات صلح را پیش گیرد که در نتیجه آن عهدنامه ترکمانچای با روسیه بسته شد و با گنجاندن حمایت روسیه از ولیعهدی عباس میرزا در مفاد عهدنامه، شجاع‌السلطنه از رسیدن به ولیعهدی ناامید گشت.
عباس میرزا در سال ۱۲۴۹ قمری در بحبوحه حمله به هرات درگذشت. با مرگ عباس میرزا، امید مدعیان سلطنت آینده، بار دیگر احیا گردید. عهدنامه ترکمانچای جانشینی را در خاندان عباس میرزا تضمین کرده بود، از این رو محمد میرزا به عنوان جانشین عباس میرزا از حمایت خارجی برخوردار بود. از آنجا که احتمال می‌رفت فتحعلی‌شاه نیز ولیعهدی را به محمدمیرزا منتقل کند، مدعیان تاج و تخت به سرعت دست به کار شدند. این مدعیان عبارت بودند از فرمانفرما (به پشتیبانی شجاع‌السلطنه) و علی میرزا ظل‌السلطان، برادر تنی عباس میرزا و حاکم تهران. فرمانفرما که می‌دانست عبدالله خان امین‌الدوله، صدراعظم سابق، دشمنی شدیدی با الله‌یار خان آصف‌الدوله و قائم‌مقام فراهانی، که هر دو از طرفداران محمد میرزا بودند، دارد، امین‌الدوله را واسطه ساخت تا با شاه در زمینه انتقال ولیعهدی گفتگو کند و پیشنهاد کرد در صورتی که شاه ولیعهدی او را بپذیرد، دومیلیون تومان زر مسکوک تقدیم خزانه شاه نماید. آصف‌الدوله تصمیم گرفت در میدان ظل‌السلطان نیز بازی کند و در خصوص ولیعهدی ظل‌السلطان با شاه وارد مذاکره شد. هر دو درخواست شاه را برآشفت. او محمد میرزا را از خراسان به تهران خواند و رسماً به عنوان ولیعهد و جانشین آینده خود اعلام کرد.

## پس از مرگ فتحعلی‌شاه

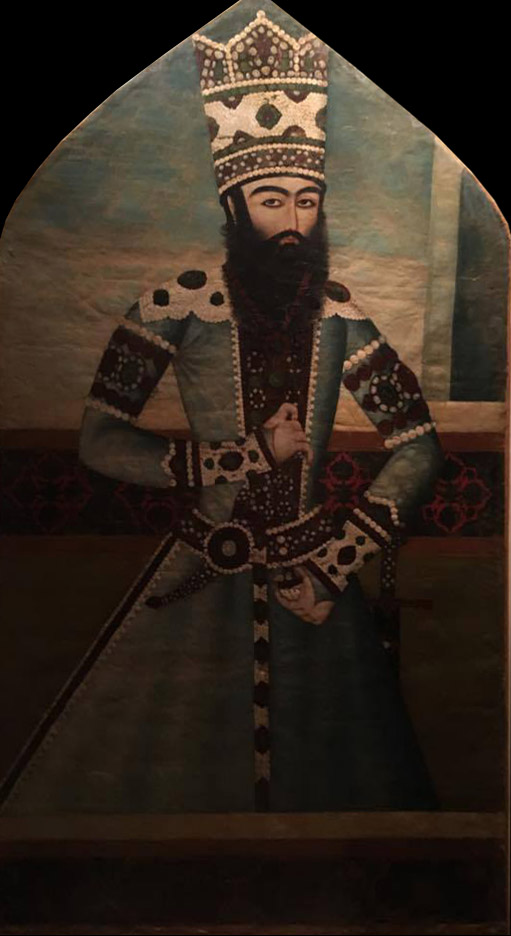
حسنعلی میرزا شجاع‌السلطنه، پسر فتحعلی‌شاه. اثر نقاش ناشناس، دوره قاجار، از یک مجموعه خصوصی در نیویورک.

فتحعلی‌شاه در سال ۱۲۵۰ قمری پس از ۳۹ سال سلطنت در کاخ سعادت آباد اصفهان درگذشت. در تبریز قائم‌مقام فراهانی محمد میرزا را آماده حرکت به تهران ساخت تا در آن شهر تاج‌گذاری نماید. منوچهر خان گرجی، غلامحسین‌خان گرجی و محمدخان امیرنظام درباریان وفادار به محمد میرزا بودند. در تهران ابوالحسن خان ایلچی، محمدجعفر خان کاشی، آصف‌الدوله و شاه بیگم ضیاءالسلطنه، دختر فتحعلی‌شاه، حلقه اصلی طرفداران ظل‌السلطان را تشکیل می‌دادند. شجاع‌السلطنه که در آن تاریخ حاکم کرمان بود به شیراز رفت و به طرفداری از فرمانفرما برخاست. در مازندران بدیع‌الزمان میرزا، پسر محمدقلی میرزا که حاکم آن منطقه بود، از سوی پدرش اعلام استقلال کرد. سیف‌الله میرزا در سمنان سر به شورش برداشت و سایر پسران و نوادگان پرشمار فتحعلی‌شاه نیز هریک جانب یکی از مدعیان را گرفتند. در جریان این حوادث مردمان عادی که نظاره‌گر میدان بودند، این شعر را ساخته و بر سر زبان‌ها انداختند:
| باوجود ملک‌آرا، ظل‌السلطان شاه نیست |  | لیک او هم مرد میدان محمدشاه نیست |

ضیاءالسلطنه که خطاطی برجسته و از شاگردان میرزا بزرگ نوری به شمار می‌رفت، در زمان سلطنت فتحعلی‌شاه منشی پدرش بود و تمام فرمان‌ها و نامه‌های شاه به خط او نوشته می‌شد. از این رو پس از اعلام سلطنت ظل‌السلطان، به خط او فرمانی جعل کردند که فتحعلی‌شاه پیش از مرگ ولیعهدی را به ظل‌السلطان سپرده است و مهر فتحعلی‌شاه را بر آن زدند. در عین حال ابوالحسن خان ایلچی، که به دلیل اقامت در اروپا با ایده‌ی دموکراسی آشنا بود، چنین مطرح می‌کرد که تنها وصیت شاه در تعیین جانشین مهم نیست، و شرایط عمده جانشینی «رضای جمهور» یا موافقت اکثریت مردم است. ظل‌السلطان زمانی که محمد میرزا به سمت تهران در حال حرکت بود، توسط علی‌نقی میرزا رکن‌الدوله و میرزا موسی منجم‌باشی پیغامی برای او فرستاد و به او پیشنهاد داد که خود پادشاه و ولیعهدی و حکومت آذربایجان ازآن محمد میرزا باشد. ظل‌السلطان، محمد میرزا را از رویارویی و جنگ برحذر داشت و قسم یاد کرد که اگر طرف مقابل شکست بخورد، همسران و فرزندان محمد میرزا را خواهد کشت و جواهرات سلطنتی مانند الماس تاج ماه و دریای نور را از میان خواهد برد. در قزوین سپاه محمدشاه با سپاهی که ظل‌السلطان به فرماندهی امام‌وردی میرزا گسیل کرده بود، رو در رو شد و سپاه ظل‌السلطان را شکست داد. خبر شکست نیروهای ظل‌السلطان به تهران رسید و محمدباقر خان بیگلربیگی، برادر آصف‌الدوله، و میرزا آقاخان نوری که در نهان سرسپرده محمد میرزا بودند، اما خود را هوادار ظل‌السلطان نشان می‌دادند، ظل‌السلطان را دستگیر کردند. با ورود محمدشاه به تهران به سلطنت نود روزه ظل‌السلطان پایان داده شد. محمد میرزا که از تبریز توسط سفرای روس و انگلیس همراهی می‌شد، در مراسمی رسمی به نام «محمدشاه» در ایوان تخت مرمر تاج‌گذاری کرد.
فرمانفرما در شیراز به نام خود سکه زده و خود را شاه ایران می‌خواند. محمدشاه پس از تسلط یافتن بر تهران، برادرش فیروز میرزا را به همراهی منوچهرخان معتمدالدوله برای سرکوبی فرمانفرما به شیراز فرستاد. شجاع‌السلطنه به برادرش توصیه کرد منوچهرخان را در صورتی که برای مذاکره وارد شهر شود به قتل رساند و اسباب پراکندگی لشکر فیروز میرزا را فراهم آورد. ولی فرمانفرما دست به چنین اقدامی نزد و خود و برادرش را تسلیم معتمدالدوله کرد.

## پایان کار شورشیان
تمامی کسانی که در این شورش‌ها نقش داشتند از طرف محمدشاه و قائم‌مقام فراهانی مورد مجازات قرار گرفتند.
محمدقلی میرزا ملک‌آرا با نامه قائم مقام فراهانی با احترام از مازندران به تهران آمد و به همدان تبعید شد.
فرمانفرما پس از انتقال به تهران به برج نوش برده شد و پس از چهارماه که در آن برج زندانی بود، بر اثر استفاده از آب آلوده به وبا مبتلا شد و درگذشت.
ظل‌السلطان که احتمال می‌داد به دستور شاه کور یا کشته شود، فخر جهان خانم، خواهر خود و عمه‌ی محمدشاه را، واسطه قرار داد و طلب بخشش نمود. شاه به احترام او به ظل‌السلطان امان داد. ظل‌السلطان سپس درخواست کرد که به زیارت عتبات عالیات برود که این درخواست به ظاهر مورد پذیرش محمدشاه قرار گرفت، اما در میانه راه مامورین او را دستگیر کرده و به مراغه و از آنجا به اردبیل برده و در نارین قلعه این شهر زندانی کردند.
حسنعلی میرزا شجاع‌السلطنه در تهران کور و در قلعه اردبیل زندانی شد. بجز شجاع‌السلطنه و ظل‌السلطان، یازده تن دیگر از شاهزادگان نیز در قلعه اردبیل زندانی شدند که عبارت بودند از: محمدتقی حسام‌السلطنه، محمودمیرزا، امام‌وردی میرزا، اسماعیل میرزا، شیخعلی میرزا، علی‌نقی میرزا (پسران فتحعلی‌شاه)، خسرو میرزا، جهانگیر میرزا، احمد میرزا، مصطفی‌قلی میرزا (پسران عباس میرزا) محمدحسین میرزا حشمت‌الدوله (پسر محمدعلی میرزا دولتشاه) و بدیع‌الزمان میرزا (پسر محمدقلی میرزا)
در سال ۱۲۵۳ قمری، علی‌نقی میرزا، ظل‌السلطان و امام‌وردی میرزا با کندن تونلی در اتاقی که محبس امام‌وردی میرزا بود، موفق به فرار شدند. آن‌ها ابتدا به روسیه رفتند و پس از مدتی اقامت در استانبول، در نهایت در عتبات عالیات مستقر شدند. باقی‌مانده زندانیان در دوره ناصرالدین شاه مورد بخشش قرار گرفتند و آزاد شدند.
سه تن از فرزندان فرمانفرما، رضاقلی میرزا نایب‌الایاله، نجف‌قلی میرزا والی و تیمور میرزا حسام‌الدوله که در درگیری‌های فارس نقش مهمی داشتند، پس از غلبه فیروز میرزا، به بوشهر و کازرون گریختند و به تجهیز دوباره نیرو پرداختند. در این میان نامه‌ای از فرمانفرما رسید که از آنان خواسته بود به انگلستان رفته و از آن دولت کمک بخواهند. آنان نخست وارد بغداد شدند و به همراهی مقامات انگلیسی در اوایل ۱۲۵۱ قمری به استانبول رفته و از راه دریا به انگلستان رفتند. در لندن توجه محافل اشرافی قرار گرفتند و ملکه ویکتوریا نیز که در آن زمان در دربار عمویش ویلیام چهارم زندگی می‌کرد، از سه شاهزاده در خاطرات خود با احترام و تحسین یاد کرده است. دولت انگلستان به شاهزادگان قول حمایت داد تا آن‌ها را به عنوان برگی برنده در روابط سیاسی ایران و انگلیس حفظ کند. با این حال، دولت ایران خواستار بازگرداندن شاهزادگان بود و در این زمینه با دولت انگلستان وارد گفتگو شد. در پایان، انگلستان که نمی‌خواست به طور کلی این برگ برنده را از دست دهد، آنان را به اقامت در بغداد تشویق کرد و اطمینان داد مادامی که در در بغداد اقامت داشته باشند، انگلستان امنیت جانی آنان را تضمین کرده و از این دولت مقرری دریافت خواهند کرد.
پس از آنکه علی‌نقی میرزا، ظل‌السلطان و امام‌وردی میرزا به عتبات آمدند، به همراه پسران فرمانفرما حلقه‌ای علیه محمدشاه قاجار تشکیل داده و به فعالیت و زمینه‌چینی برای سرنگونی وی پرداختند. در پایان حکومت محمدشاه، شاهزادگان دیگر امیدی به بازگشت به ایران نداشتند. نجفقلی میرزا و رضاقلی میرزا در تبعید از دنیا رفتند. در سفر ناصرالدین شاه به عتبات عالیات، تیمور میرزا به حضور وی رسید و جواهرات خود را تقدیم او کرد و به ریاست «قوشخانه» منصوب شد و به همراه شاه به ایران بازگشت.